# ميكروفون لاسلكي

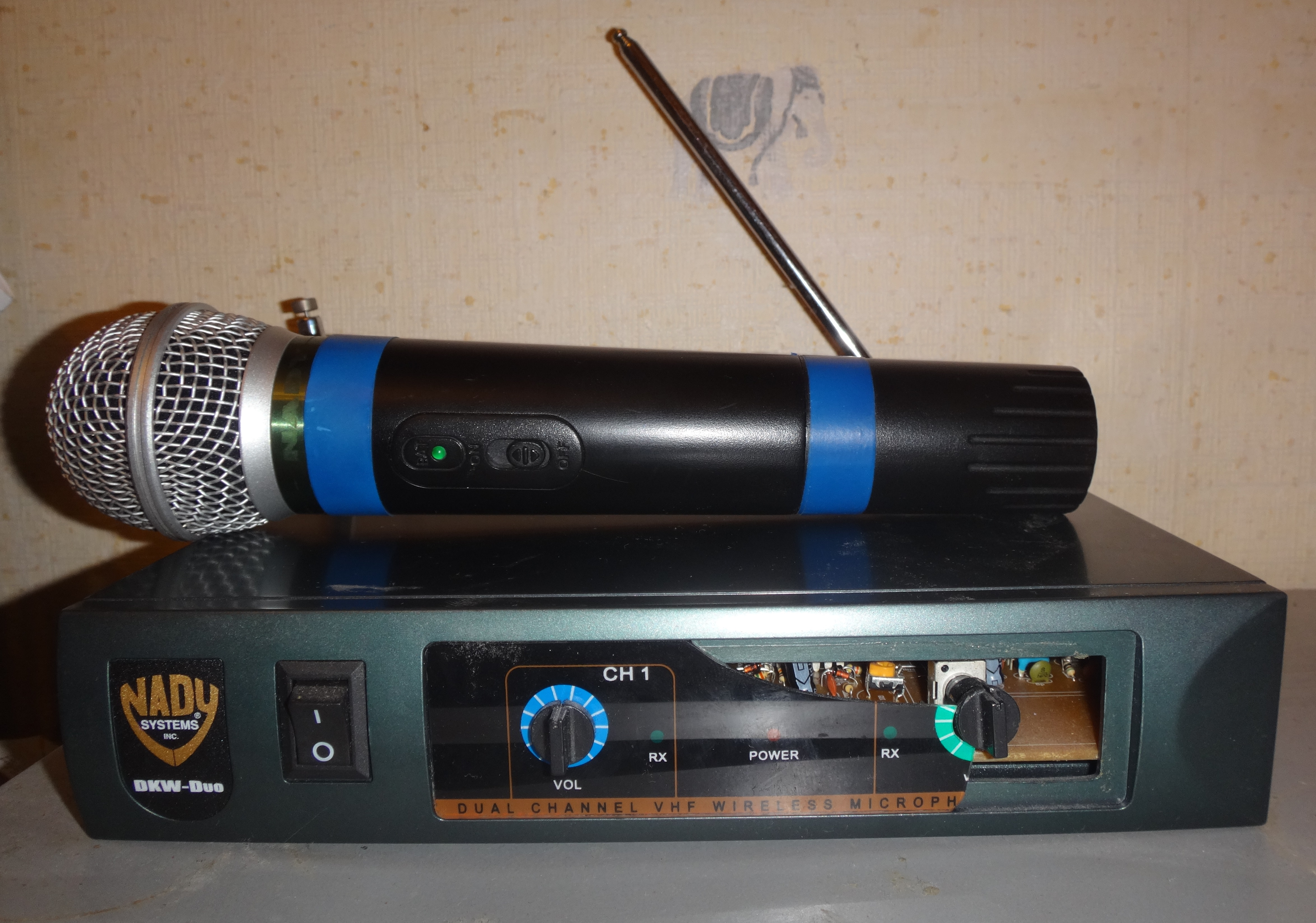
ميكرفونون لا سلكي Micro-HF.

الميكروفون اللاسلكي، أو الميكروفون المحمول، هو ميكروفون بدون كيبل فعلي يربطه مباشرةً بالتسجيل الصوتي أو بمكبر للصوت الذي يرتبط به. المعروف أيضاً باسم ميكروفون الراديو، ويحتوي على جهاز إرسال راديو صغير يعمل بالبطارية في جسم الميكروفون، والذي ينقل الإشارة الصوتية من الميكروفون بواسطة موجات الراديو إلى وحدة الاستقبال القريبة التي تستعيد وتستقبل الصوت. يتم توصيل معدات الصوت الأخرى بوحدة الاستقبال عن طريق الكابل. في نوع واحد، يرد جهاز الإرسال داخل جسم الميكروفون المحمول باليد. في نوع آخر، يوجد جهاز الإرسال داخل وحدة منفصلة تسمى "bodypack"، وعادة ما يتم تثبيتها على حزام المستخدم أو يتم إخفاؤها تحت ملابسه. يتم توصيل bodypack بواسطة سلك بـ «ميكروفون lavalier» أو "lav" (ميكروفون صغير يتم تثبيته على التلبيب الخاص بالمستخدم) أو سماعة رأس أو ميكروفون earset أو ميكروفون سلكي آخر. تدعم معظم تصميمات bodypack أيضاً اتصال أداة سلكية (على سبيل المثال، بجيتار). تُستخدم الميكروفونات اللاسلكية على نطاق واسع في صناعة الترفيه والبث التلفزيوني والخطابة للسماح للناطقين العامين والمقابلات والأداء والفنانين بالتنقل بحرية أثناء استخدام الميكروفون دون الحاجة إلى كابل متصل بالميكروفون.
عادةً ما تستخدم الميكروفونات اللاسلكية نطاقي التردد VHF أو UHF لأنها تسمح للمرسل باستخدام هوائي صغير غير مزعج. تستخدم الوحدات الرخيصة تردداً ثابتاً، لكن معظم الوحدات تسمح باختيار عدة قنوات تردد، في حالة حدوث تداخل على قناة أو للسماح باستخدام ميكروفونات متعددة في نفس الوقت. عادةً ما يتم استخدام تشكيل FM، على الرغم من أن بعض الطرز تستخدم التعديل الرقمي لمنع الاستقبال غير المصرح به بواسطة أجهزة الاستقبال اللاسلكية للماسحة الضوئية؛ هذه تعمل في 900 ميغاهيرتز، 2.4 غيغاهرتز أو 6 نطاقات ISM GHz. تستخدم بعض الطرازات تنوع الهوائي (هوائيات) لمنع الأصفار من مقاطعة الإرسال أثناء تحرك المؤدي. تستخدم بعض النماذج منخفضة التكلفة (أو المتخصصة) ضوء الأشعة تحت الحمراء، على الرغم من أن هذه النماذج تتطلب رؤية مباشرة بين الميكروفون وجهاز الاستقبال.

## نبذة في التاريخ
يزعم العديد من الأفراد والمنظمات أنهم هم المخترعون لفكرة الميكروفون اللاسلكي.
منذ حوالي عام 1945، تم تقديم مخططات وأدوات هواة في مجلة Popular Science and Popular Mechanics لصنع ميكروفون لاسلكي ينقل الصوت إلى راديو قريب.
قام متزلج الرقم ومهندس طيران سلاح الجو الملكي ريج مورس (Reg Moores) بتطوير ميكروفون لاسلكي في عام 1947 استخدمه لأول مرة في إنتاج توم أرنولد «علاء الدين على الجليد» في ملعب برايتون الرياضي من شهر سبتمبر في عام 1949 وحتى موسم عيد الميلاد. وضع Moores جهاز الإرسال اللاسلكي على زي الشخصية Abanazar ، وقد عمل بشكل مثالي. لم يقدم مورس طلب براءة إختراع لفكرته، لأنه كان يستخدمه بشكل غير قانوني بتردد الراديو 76 ميغاهيرتز. قرر منتجو العرض الجليدي أنهم لن يستمروا في استخدام الجهاز؛ وإنهم يفضلون توظيف ممثلين ومغنين لأداء في الميكروفونات الخفية «لنشر» أصوات المتزلجين الآخرين، والذين سيكونون بالتالي متحررين في التركيز على التزلج. في عام 1972، تبرع مورس بنموذجه الأولي لعام 1947 لمتحف العلوم في لندن.
قام هربرت «ماك» مكليلاند (Herbert, Mac McClelland)، مؤسس مكليلاند ساوند (McClelland Sound) في ويتشيتا بولاية كنساس، بتلفيق ميكروفون لاسلكي لارتدائه بواسطة حكام البيسبول في ألعاب الدوري الكبرى التي تبثها إن بي سي (NBC) من ملعب لورانس دومونت في عام 1951. وكان الإرسال مربوطاً في ظهر الحكم من الخلف. كان شقيق ماك هارولد مكليلاند، كبير مهندسي الاتصالات في سلاح الجو الأمريكي.
تدعي شور براذرز أن نظامها «فاجابوند» (Vagabond) من عام 1953 كان أول «نظام الميكروفون اللاسلكي لفناني الأداء». كان مجال تغطيتها عبارة عن دائرة «حوالي 700 قدم مربع»، والتي تتوافق مع مسافة خط الرؤية التي تبلغ 15 قدم (4.6 م) فقط 15 قدم (4.6 م) من المتلقي.
في عام 1957، عرضت شركة Sennheiser الألمانية للمعدات السمعية، في ذلك الوقت اسمها Lab W ، التي تعمل مع المذيع الألماني Norddeutscher Rundfunk (NDR)، نظام ميكروفون لاسلكي. من عام 1958 تم تسويق النظام من خلال Telefunken تحت اسم Mikroport. يضم Mikroport بحجم الجيب ميكروفون ديناميكي بخرطوشة لفائف متحركة مع نمط التقاط قلبي الشكل. انه ينتقل في 37 ميغاهيرتز مع نطاق محدد من 300 قدم (90 م).
تم تقديم أول براءة اختراع مسجلة لميكروفون لاسلكي بواسطة ريموند أ. ليتكي (Raymond A. Litke)، وهو مهندس كهربائي أمريكي يعمل في شركة موارد الوسائط التعليمية وكلية سان خوسيه الحكومية، الذي اخترع ميكروفوناً لاسلكياً في عام 1957 لتلبية احتياجات الوسائط المتعددة للتعليمات في الإذاعة والتلفزيون والصفوف الدراسية. مُنِح رقم براءة الاختراع الأمريكية 3134074 في شهر مايو من عام 1964. تم توفير نوعين من الميكروفون للشراء في عام 1959: باليد والمحمولة. وحدة الإرسال الرئيسية هي جهاز بحجم السيجار يبلغ وزنه 7 أونصة (200 غ) .
قامت شركة Vega Electronics Corporation بتصنيع التصميم في عام 1959، وإنتاجه كمنتج يسمى Vega-Mike. تم استخدام الجهاز لأول مرة من قبل وسائط البث في الاتفاقيات الوطنية للحزب الديمقراطي والعام 1960. سمحت لمراسلي التلفزيون بالتجوال في قاعة المؤتمر لمقابلة المشاركين، بمن فيهم المرشحون للرئاسة جون كينيدي وريتشارد نيكسون.
تم تقديم ميكروفون Sony CR-4 اللاسلكي الذي تم طرحه في عام 1958 في وقت مبكر من عام 1960 للعروض المسرحية وأعمال النوادي الليلية. كان مدربون الحيوانات في مارينلاند في المحيط الهادئ في كاليفورنيا يرتدون جهاز بقيمة 250 دولاراً للعروض في عام 1961. 27.12   وكان جهاز إرسال FM بالحالة الصلبة MHz قادراً على تركيب ميكروفون يكون في الجيب في أي قميص. يقال بأن الجهاز قادر على أن يكون فعال حتى إلى 100 قدم (30 م) ، وهو شنت هوائي يتدلى بشكل مرن وميكروفون ديناميكي للانفصال. أدرج المستقبِل القائم على الأنبوب درجاً متحركاً للمرسل ومكبر صوت صغير للشاشة مزوداً بالتحكم في مستوى الصوت.
تدعي شركة تصنيع المعدات الألمانية الأخرى، Beyerdynamic ، أن أول ميكروفون لاسلكي اخترعه هونغ سي لين. بدأ إنتاجه في عام 1962 والذي أطلق عليه اسم «الترانزستوفون» (Transistophone). وكانت المرة الأولى التي استخدم فيها ميكروفون لاسلكي لتسجيل الصوت أثناء تصوير فيلم سينمائي، على Rex Harrison في فيلم My Fair Lady لعام 1964، من خلال جهود جائزة الأوسكار الحائز على جائزة مهندس الصوت جورج غروفز.
جاء النطاق الديناميكي الواسع مع تقديم أول ميكروفون لاسلكي compander ، قدمته Nady Systems في عام 1976. كان Todd Rundgren وRolling Stones أول موسيقيين مشهورين يستخدمون هذه الأنظمة بشكل مباشر. انضم Nady إلى CBS و Sennheiser و Vega في عام 1996 للحصول على جائزة Emmy Award المشتركة «الرائدة في تطوير ميكروفون البث اللاسلكي».

## المميزات والعيوب
المزايا هي:
- حرية حركة أكبر للفنان أو المتحدث.

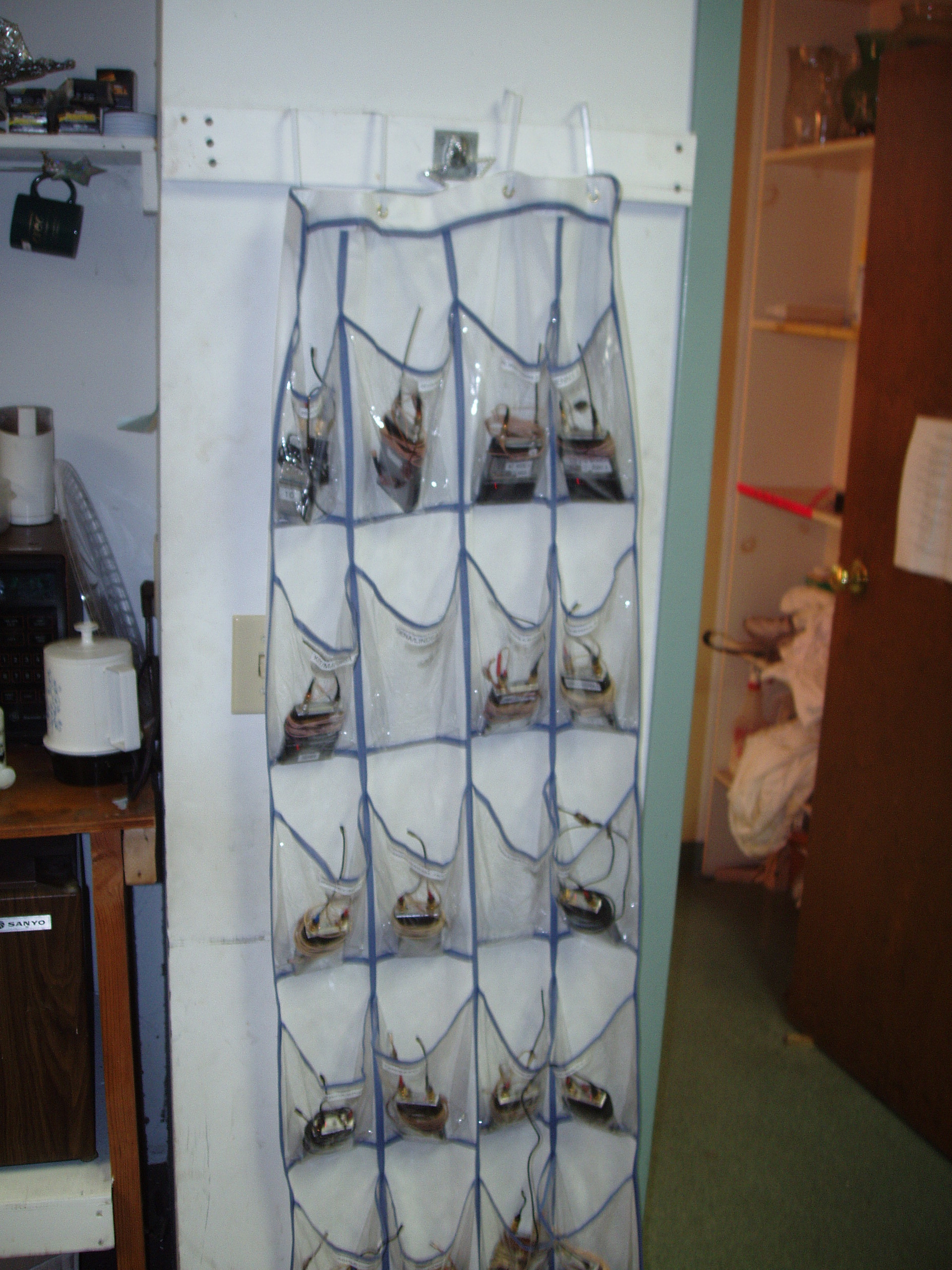
الميكروفونات اللاسلكية في انتظار الالتقاط من قِبل فناني الأداء في مسرحية موسيقية.

- تجنب مشاكل الكابلات الشائعة مع الميكروفونات السلكية، والناجمة عن الحركة المستمرة والتشديد على الكابلات.
- الحد من «مخاطر رحلة الكابل» في مساحة الأداء.
- عزل كهربائي للميكروفون، وتجنب حلقات الأرض بين الميكروفون والأدوات الكهربائية الأخرى على المسرح.

العيوب هي:
- نطاق محدود في بعض الأحيان (يمكن تشغيل ميكروفون XLR متوازن سلكي يصل إلى 300 قدم أو 100 متر). بعض الأنظمة اللاسلكية لها نطاق أقصر، في حين أن النماذج الأكثر تكلفة يمكن أن تتجاوز تلك المسافة.
- التداخل المحتمل مع الأجهزة الراديوية الأخرى أو الميكروفونات الراديوية الأخرى، أو في كثير من الأحيان، على الرغم من أن النماذج التي تحتوي على العديد من القنوات القابلة للتحويل بالتبديل بين التردد أصبحت الآن وفيرة وفعالة من حيث التكلفة.
- وقت التشغيل محدود بالنسبة لعمر البطارية. إنه أقصر من ميكروفون المكثف العادي بسبب استنزاف أكبر للبطاريات من دوائر الإرسال ومن الدوائر التي تعطي ميزات إضافية، إن وجدت.
- الضجيج أو النقاط الميتة (الأماكن التي لا تعمل فيها، خاصة في الأنظمة غير المتنوعة).
- عدد محدود من الميكروفونات العاملة في نفس الوقت والمكان، بسبب العدد المحدود من قنوات الراديو (الترددات).
- ارتفاع التكلفة بما يتناسب مع عدد أقل من الميزات الأخرى.
- انخفاض جودة الصوت.

## تقنيات
ترسل النماذج الاحترافية ترددات الراديو بالموجات المترية (VHF) أو الموجات المترية (UHF) ولديها استقبال «حقيقي» للتنوع (نموذجان منفصلان للمستقبل، كل منهما بهوائي خاص به)، مما يلغي البقع الميتة (الناجمة عن إلغاء الطور) والآثار الناجمة عن انعكاس الراديو موجات على الجدران والأسطح بشكل عام. (انظر التنوع الهوائي).
هناك طريقة أخرى مستخدمة لتحسين جودة الصوت (في الواقع، لتحسين النطاق الديناميكي)، وهي companding . كانت شركة Nady Systems، Inc. أول شركة تقدم هذه التقنية في الميكروفونات اللاسلكية في عام 1976، والتي اعتمدت على براءة الاختراع التي حصل عليها مؤسس الشركة جون نادي (John Nady).
تحتوي بعض الطرازات على مكاسب قابلة للضبط على الميكروفون نفسه لتكون قادراً على استيعاب مصادر مختلفة للمستوى، مثل الآلات الصاخبة أو الأصوات الهادئة. الربح القابل للتعديل يساعد على تجنب القطع وزيادة نسبة الإشارة إلى الضوضاء.
تحتوي بعض الطرازات على سحق قابل للتعديل، والذي يسكت الإخراج عندما لا يحصل المستقبل على إشارة قوية أو ذات جودة من الميكروفون، بدلاً من إعادة إنتاج الضوضاء. عندما يتم ضبط سحق، يتم ضبط عتبة جودة الإشارة أو المستوى.

## منتجات
AKG Acoustics ، Audio Ltd، Audio-Technica ، Electro-Voice ، Lectrosonics، MIPRO ، Nady Systems، Samson Technologies ، سنهيسر، شور، سوني ، Wisycom و Zaxcom
كلها كبرى الشركات المصنعة للأنظمة الميكروفونية اللاسلكية. لقد حققوا تقدما كبيرا في التعامل مع العديد من العيوب المذكورة أعلاه. على سبيل المثال، في حين أن هناك نطاقاً محدوداً يمكن أن تعمل فيه الميكروفونات، يمكن أن تتكون العديد من الأنظمة المتطورة من أكثر من 100 ميكروفون مختلف يعمل في وقت واحد. ومع ذلك، فإن القدرة على تشغيل المزيد من الميكروفونات في نفس الوقت تزيد من التكلفة بسبب مواصفات المكونات والتصميم والبناء. هذا هو أحد أسباب هذه الاختلافات الكبيرة في الأسعار بين سلسلة مختلفة من الأنظمة اللاسلكية.
عموماً، هناك ثلاثة أنواع من الميكروفون اللاسلكي: المحمولة ، والتوصيلية الإضافية و bodypack :
- المحمولة: يشبه وكأنه جهاز باليد (ميكروفون سلكي «عادي»)، وقد يكون به جسم أكبر لاستيعاب جهاز الإرسال وقطعة البطارية.
- التوصيلية الإضافية: يتم توصيل أجهزة إرسال المكونات، أو المكونات الإضافية، أو الفتحات ، أو المكعبات بأسفل الميكروفون القياسي، وبالتالي تحويله إلى تشغيل لاسلكي (انظر أدناه).
- Bodypack: هو صندوق صغير يضم جهاز الإرسال والبطارية، ولكن ليس الميكروفون نفسه. يمكن تثبيته على الملابس أو على الجسم ولديه سلك يدخل سماعة الرأس أو ميكروفون أو غيتار.

تقدم العديد من الشركات المصنعة بما في ذلك Sennheiser و AKG و Nady Systems و Lectrosonics و Zaxcom جهاز إرسال إضافي للميكروفونات السلكية الموجودة، والتي يتم توصيلها بمخرج XLR للميكروفون وتنقل إلى جهاز الاستقبال القياسي الخاص بالشركة المصنعة. يوفر هذا العديد من فوائد النظام المتكامل، ويسمح أيضاً باستخدام أنواع الميكروفون (التي قد لا يكون هناك مكافئ لاسلكي) دون كابل. على سبيل المثال، قد يستخدم مهندس إنتاج تلفزيوني أو فيلم أو جهاز إرسال مكوناً إضافياً لتمكين الإرسال اللاسلكي لمايكروفون عالي الاتجاه (أو كما يسمى بـ«البندقية»)، مما يؤدي إلى إزالة مخاطر السلامة الخاصة بتوصيل الكابل والسماح لمهندس الإنتاج بدرجة أكبر حرية متابعة العمل. تسمح أجهزة إرسال المكونات أيضاً بتحويل أنواع الميكروفون القديم إلى تشغيل لاسلكي. يُعد هذا مفيداً عندما تكون هناك حاجة إلى ميكروفون عتيق لأسباب مرئية أو لأسباب فنية أخرى، وغياب الكابلات يسمح بتغييرات سريعة في المشهد وتقليل مخاطر الرحلة. في بعض الحالات، يمكن أيضاً أن توفر أجهزة إرسال المكونات هذه طاقة فانتوم 48 فولت مما يسمح باستخدام أنواع ميكروفون المكثف. يتم استخدام دارات محول DC-DC داخل جهاز الإرسال لمضاعفة إمدادات البطارية، والتي قد تكون ثلاثة فولت أو أقل، وتصل إلى 48 فولت كقيمة مطلوبة.

### أجهزة الإستقبال

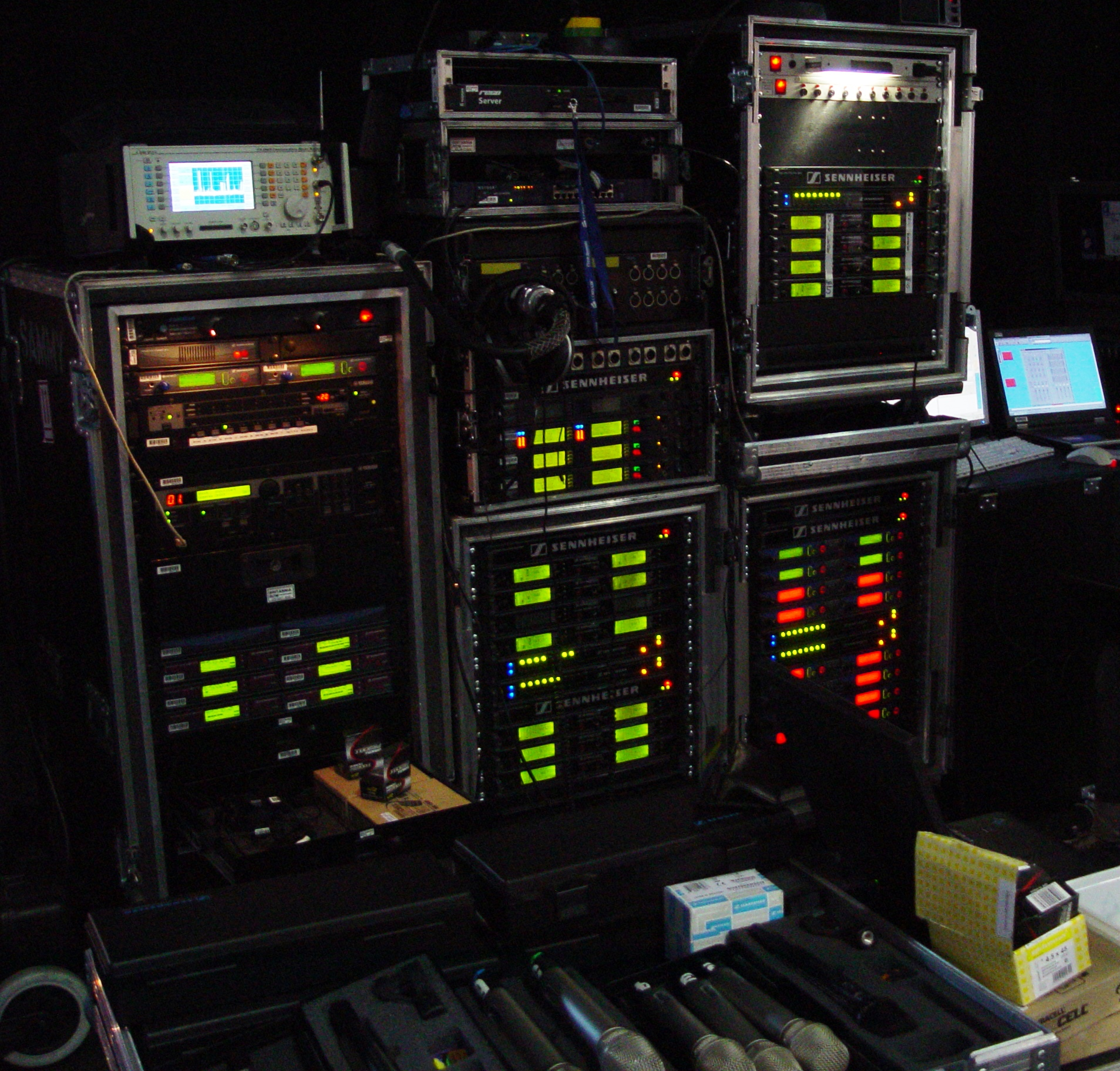
رفوف الميكروفون اللاسلكي تقف خلف الكواليس في حفل توزيع جوائز موسيقى متلفز كبير

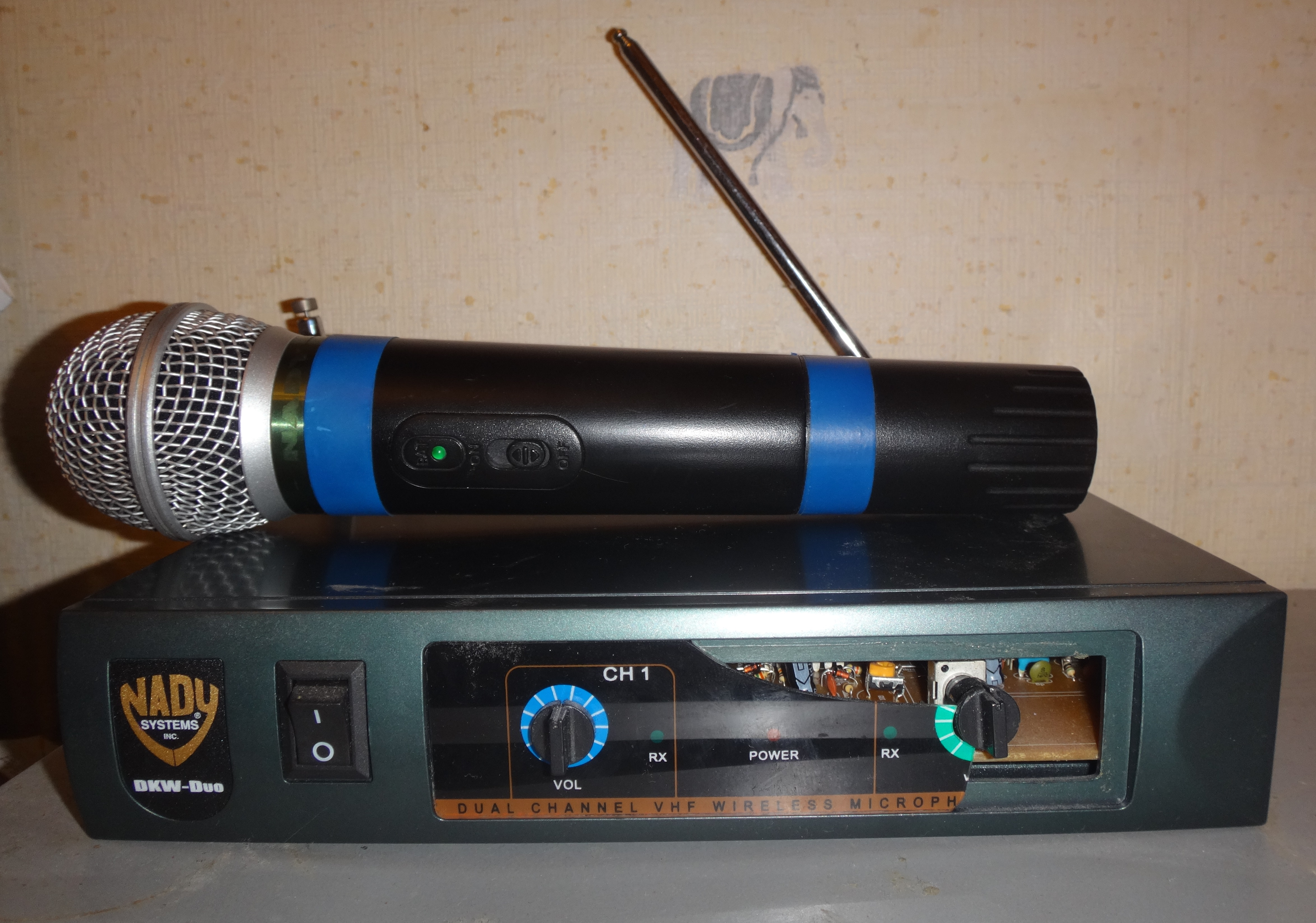
ميكروفون لاسلكي وجهاز استقبال الراديو

هناك أنواع كثيرة من المتلقين أو أجهزة الإستقبال. تحتوي مستقبلات True Diversity على وحدتي راديو وهوائيين، وتحتوي مستقبلات التنوع على وحدة راديو واحدة وهوائيين أيضاً، على الرغم من أنه في بعض الأحيان قد لا يكون الهوائي الثاني مرئياً بوضوح. مستقبلات غير التنوع لديها هوائي واحد فقط.
يتم وضع أجهزة الاستقبال بشكل شائع في تكوين نصف حامل، بحيث يمكن تركيب اثنتين معاً في نظام حامل (بمعنى أن المستقبل محاط بصندوق يبلغ ارتفاعه 1U ونصف العرض، بحيث يمكن تثبيت مستقبلين في وحدة واحدة). بالنسبة لأنظمة ميكروفون الراديو المعقدة متعددة القنوات، كما هو مستخدم في استوديوهات البث التلفزيوني والإنتاج المسرحي الموسيقي، تتوفر أنظمة استقبال معيارية بها عدة (عادةً ما بين ستة أو ثمانية) مستقبلات تنوع حقيقية توضع في هيكل مركزي مثبت على حامل. يمكن استخدام العديد من أجهزة الحاسب المركزية معاً في حامل لتوفير عدد المستقبلات المطلوبة. في بعض إنتاجات المسرح الموسيقي، الأنظمة التي تحتوي على أربعين أو أكثر من الميكروفونات الراديوية تعتبر أمرعادي ومألوف وطبيعي.
غالباً ما يتم تثبيت أجهزة الاستقبال المخصصة للاستخدام مع كاميرات الفيديو في تكوين bodypack ، عادةً مع وحدة تثبيت hotshoe لتركيبها على hotshoe في كاميرا الفيديو. يتم إنتاج أجهزة استقبال حقيقية ذات تنوع حقيقي والتي تدخل حيزاً خاصاً على العديد من كاميرات الفيديو الاحترافية القياسية من قبل الشركات المصنعة بما في ذلك Sennheiser و Lectrosonics وSony . بالنسبة لتطبيقات الفيديو الأقل وضوحا أو الأكثر ميزانية، فإن أجهزة الاستقبال الصغيرة التي لا تتمتع بالتنوع شائعة. عند استخدامه على مسافات تشغيل قصيرة نسبياً من جهاز الإرسال، يوفر هذا الترتيب أداءً كافياً وموثوقاً.

## عرض النطاق الترددي والطيف
تستخدم جميع أنظمة الميكروفون اللاسلكي تقريباً تشكيل FM عريض النطاق، ويتطلب ذلك حوالي 200 كيلو هرتز من عرض النطاق الترددي. نظراً لمتطلبات النطاق الترددي الكبيرة نسبياً، يقتصر استخدام الميكروفون اللاسلكي فعلياً على الموجات المترية (VHF) وما فوقها.
تعمل العديد من أنظمة الميكروفون اللاسلكي الأقدم في الجزء VHF من الطيف الكهرومغناطيسي. غالباً ما يتم التحكم في الأنظمة العاملة في هذا النطاق، وبالتالي تعمل على تردد واحد. ومع ذلك، إذا تم اختيار هذا التردد بشكل صحيح، فسيتمكن النظام من العمل لسنوات دون أي مشاكل.
ومع ذلك، تعمل معظم منتجات الميكروفون اللاسلكي الحديثة في نطاق التلفزيون UHF. في الولايات المتحدة، يمتد هذا النطاق من 470 ميغاهيرتز إلى 614 ميغاهيرتز. في عام 2010، أصدرت لجنة الاتصالات الفيدرالية لوائح جديدة بشأن تشغيل أجهزة التلفزيون. بلدان أخرى لديها حدود النطاق مماثلة؛ على سبيل المثال، تمتد فرقة UHF TV ببريطانيا العظمى (يناير 2014) حالياً من 470 ميغاهيرتز إلى 790 ميغاهيرتز. عادةً، تعمل الميكروفونات اللاسلكية على قنوات تلفزيونية غير مستخدمة («المساحات البيضاء»)، مع توفر مساحة لواحد أو اثنين من الميكروفونات لكل ميغاهيرتز من الطيف. (" Wo Mic ")
التشكيل البيني (IM) يمثل مشكلة كبيرة عند تشغيل أنظمة متعددة في مكان واحد. تحدث المراسلة الفورية عندما تختلط إشارات RF أو أكثر في دائرة غير خطية، مثل المذبذب أو الخلاط. عند حدوث ذلك، يمكن أن تحدث مجموعات متوقعة من هذه الترددات. على سبيل المثال، قد تحدث المجموعات 2A-B و 2B-A و A + BC ، حيث تكون A و B و C هي الترددات العاملة. إذا كانت إحدى هذه المجموعات قريبة من تردد التشغيل لنظام آخر (أو أحد الترددات الأصلية A أو B أو C)، فسيحدث التداخل على هذه القناة. يكمن حل هذه المشكلة في حساب جميع المنتجات المحتملة يدوياً أو استخدام برنامج حاسوبي يقوم بهذا الحساب تلقائياً.

### الهجين اللاسلكي الرقمي
تستخدم الأنظمة الرقمية الهجينة نظام إرسال FM تماثلياً مع معالجة الإشارات الرقمية (DSP) لتحسين صوت النظام. يتيح استخدام DSP استخدام التقنيات الرقمية المستحيلة في المجال التماثلي مثل الخوارزميات التنبؤية، وبالتالي تحقيق استجابة تردد تملقية في الطيف الصوتي وكذلك تقليل الضوضاء وغيرها من الأعمال الفنية غير المرغوب فيها عند مقارنتها بالأنظمة التماثلية البحتة.
هناك طريقة أخرى تتمثل في استخدام DSP من أجل محاكاة مخططات companding التناظرية من أجل الحفاظ على التوافق بين الأنظمة التناظرية القديمة والأنظمة الأحدث. يمكن أن يؤدي استخدام DSP في جهاز الاستقبال وحده إلى تحسين الأداء العام للصوت دون فرض عقوبة على زيادة استهلاك الطاقة وما ينتج عنه من تقليل عمر البطارية الناتج عن دمج DSP في جهاز إرسال يعمل بالبطارية.

## الميكروفون الرقمي
يوجد عدد من أنظمة الميكروفون اللاسلكي الرقمية البحتة، وهناك العديد من مخططات التشكيل الرقمي المختلفة الممكنة.
تستخدم الأنظمة الرقمية من Sennheiser و Sony و Shure و Zaxcom و AKG و MIPRO نفس ترددات UHF التي تستخدمها أنظمة FM التماثلية لإرسال إشارة رقمية بمعدل بتات ثابت. تقوم هذه الأنظمة بتشفير مشغل التردد اللاسلكي بقناة واحدة، أو في بعض الحالات قناتين، للصوت الرقمي. نظام Sennheiser Digital 9000 فقط، الذي تم تقديمه في عام 2013، قادر حالياً على إرسال عرض النطاق الترددي الكامل والصوت الرقمي غير المضغوط في قنوات UHF ذات عرض النطاق الترددي العريض 200 kHz التي تستخدمها أنظمة FM التماثلية. تشمل المزايا التي توفرها الأنظمة الرقمية البحتة انخفاض مستوى الضجيج والتشويه المنخفض وفرصة التشفير وموثوقية الإرسال المعززة.
النظم الرقمية البحتة تأخذ أشكالا مختلفة. تستخدم بعض الأنظمة تقنية الطيف الترددي لقفز التردد، على غرار تلك المستخدمة للهواتف اللاسلكية والنماذج التي يتم التحكم فيها بالراديو. نظراً لأن هذا قد يتطلب عرض النطاق الترددي أكثر من إشارة FM عريضة النطاق، تعمل هذه الميكروفونات عادة بمعدل 900 وهو معدل ومعيار غير مرخص باستخدام الميغاهيرتز، (2.4 غيغاهرتز أو 6  طاقات GHz).
يعد عدم وجود أي متطلبات للحصول على ترخيص في نطاقات التردد هذه عامل جذب إضافي للعديد من المستخدمين، بغض النظر عن التقنية المستخدمة. 900  ليس النطاق MHz خياراً خارج الولايات المتحدة وكندا حيث تستخدمه شبكات الهاتف الخلوي GSM في معظم أنحاء العالم. 2.4   يزداد ازدحام نطاق GHz مع الأنظمة المختلفة بما في ذلك شبكة WiFi (يشار إليها أيضاً باسم الشبكة اللاسلكية أو الشبكات المحلية اللاسلكية و 802.11b / g / n) وبلوتوث و «التسرب» من أفران الميكروويف. ال 6  يواجه نطاق GHz مشاكل المدى (يتطلب خط الرؤية) بسبب أطوال موجات الموجة الحاملة للنقل القصيرة للغاية.
سلسلة Alteros GTX هي شبكة ميكروفون لاسلكي محلية تتغلب على مشكلة خط البصر من خلال استخدام ما يصل إلى 64 جهاز إرسال واستقبال حول منطقة الأداء. إنها أيضاً النظام الوحيد الذي يستخدم تقنية RF النبضية Ultra WideBand التي لا تولد منتجات التشكيل البيني الشائعة مع الموجات الحاملة المعدلة FM و QAM و GFSK التي تستخدمها معظم الأنظمة الأخرى.
تعد الميكروفونات الراديوية الرقمية أكثر صعوبة بطبيعتها في اعتراض مستمع الماسح الضوئي العادي نظراً لأن «مستقبلات المسح» التقليدية لا يمكنها عموماً سوى إلغاء تشكيل مخططات التشكيل التماثلية التقليدية مثل FM و AM. ومع ذلك، تقدم بعض أنظمة الميكروفون اللاسلكي الرقمية تقنية تشفير في محاولة لمنع «التنصت» الأكثر خطورة والذي قد يكون مصدر قلق لمستخدمي الشركات وأولئك الذين يستخدمون الميكروفونات اللاسلكية في المواقف الحساسة للأمان.
الشركات المصنعة التي تقدم حالياً أنظمة الميكروفون اللاسلكي الرقمية تشمل AKG-Acoustics و Alteros و Audio-Technica و Lectrosonics و Line 6 و MIPRO و Shure و Sony و Sennheiser و Zaxcom. جميعهم يستخدمون مخططات تعديل رقمية مختلفة عن بعضهم البعض.

## الترخيص

### المملكة المتحدة
في المملكة المتحدة، يتطلب استخدام أنظمة الميكروفون اللاسلكي ترخيصاً قانوني يسمى بـ «التلغراف اللاسلكي»، باستثناء النطاقين المجانيين للترخيص اللذين يتراوحان من 173.8 إلى 175.0 ميجاهرتز و 863 إلى 865 ميجاهرتز، ويشار إليهما أحياناً باسم «القناة 70» (لا ينبغي الخلط بينه وبين التلفزيون القناة 69، التي كانت 854-862 ميجاهرتز. في المملكة المتحدة، كانت ترددات القناة 69 دائماً تتطلب ترخيصاً من JFMG Ltd. لم يعد استخدام القناة 69 مسموحاً به ولم تعد التراخيص متاحة لهذا النطاق.)
اشترت شركة Arqiva مدير فرقة PMSE JFMG 19 بشهر فبراير في عام 2009. تم التعاقد مع JFMG من قبل منظم الاتصالات OFCOM لتوفير خدمات إدارة الطيف والترخيص لصنع البرامج والمناسبات الخاصة (PMSE). في شهر مايو بعام 2015، اتخذ مكتب Ofcom قراراً بإنهاء العقد مع شركة Arqiva والاستعانة بالخدمات الحالية.
تم استبدال القناة 69 كنطاق ميكروفون الراديو المحمول في المملكة المتحدة بالقناة 38 (من 606 ميغاهرتز إلى 614 ميغاهرتز). يتم إصدار تراخيص استخدام هذا النطاق على أساس مشترك، مما يعني أن أي تنسيق تردد بين عدة مستخدمين في أو حول موقع معين يجب أن يتم بواسطة هؤلاء المستخدمين أنفسهم. علاوة على ذلك، يتمتع جميع حاملي التراخيص المشتركة بنفس الحقوق التي يتمتع بها بعضهم البعض.
في عام 2013، عقدت هيئة الاتصالات في المملكة المتحدة، Ofcom ، مزاداً للفرقة UHF من 790   ميغاهيرتز إلى 862   الجدير بالذكر أنه تم بيع MHz لاستخدامه في خدمات النطاق العريض المتنقلة. اعترض أندرو لويد ويبر والعديد من الاعتراضات.
يجوز ترخيص طيف UHF المتداخل (المعروف أيضاً باسم المساحة البيضاء) بين 470 MHz إلى 606 MHz (القنوات 21 - 37) و 614 MHz إلى 790 MHz (القنوات 39 إلى 60) على أساس تنسيق موقع محدد. تمنح التراخيص المنسقة للحامل الاستخدام الحصري لترددات أو كتل معينة من الطيف في موقع معين لفترة زمنية محددة. يتم التنسيق بين المستخدمين بواسطة Arqiva PMSE كجزء من عملية الترخيص.

### الولايات المتحدة الأمريكية
التراخيص مطلوبة لاستخدام الميكروفونات اللاسلكية على القنوات التلفزيونية الشاغرة في الولايات المتحدة لأنها جزء من خدمة البث المساعدة (BAS). ومع ذلك، غالباً ما يتم التغاضي عن هذا المطلب ونادراً ما يتم تطبيقه من قِبل لجنة الاتصالات الفيدرالية. تتوفر التراخيص فقط للمذيعين وشبكات الكابل ومنتجي التلفزيون والأفلام. ومع ذلك، أصدرت لجنة الاتصالات الفيدرالية (FCC) تقريراً وأمراً  تفيد أنهما لم يعدا يسمحان لأجهزة الخدمة الإذاعية المساعدة (BAS) بالعمل في 698-806  جزء MHz من الطيف بسبب مزادهم على (الفرقة 700 «ميغاهيرتز»). لا يرتبط هذا التغيير بمناقشات جهاز الفضاء الأبيض التي تجري حالياً في الولايات المتحدة، ولكن يتم الخلط بينها
نفس التقرير والنظام، الصادر في يوم 15 من شهر يناير بعام 2010، يسمح أيضاً لمعظم الميكروفونات اللاسلكية وغيرها من «المحطات المساعدة منخفضة الطاقة» في «نطاق التلفزيون الأساسي» (القنوات التلفزيونية من 2 إلى 51، باستثناء 37) بالعمل بقدرة إرسال تصل إلى 50 ميغاواط دون ترخيص، بموجب تنازل خاص للقواعد من الباب 15، والذي يقترح هذا الباب تغيير القاعدة لجعل هذا الترخيض دائم.
يوجد حالياً بعض الشركات المصنعة للميكروفون اللاسلكي التي تقوم بتسويق الميكروفونات اللاسلكية لاستخدامها في الولايات المتحدة والتي تعمل ضمن النطاق 944-952 ميغاهرتز المخصص لاتصالات ارتباط الاستوديو. هذه الميكروفونات لديها القدرة على التدخل في روابط مرسل الاستوديو، ويجب أن يتم تنسيق استخدامها من قبل جمعية مهندسي البث. وللمعلومية، لا تتوفر التراخيص في هذا النطاق إلا للمرخصين لمحطات الراديو والتلفزيون، ومن المرجح أن يبلغ مذيعو البث عن استخدام غير مصرح به في هذا النطاق بسبب احتمال التداخل الكبير.
التغييرات التي تبدأ في عام 2017 بشأن التشغيل على ترددات 600 ميغاهيرتز. ابتداءً من عام 2017، يتناقص مقدار طيف نطاق التلفزيون المتاح لاستخدام الميكروفون اللاسلكي نتيجة مزاد الحوافز الذي اكتمل في يوم 13 من شهر أبريل في عام 2017. جزء كبير من طيف نطاق التلفزيون في النطاق 600 MHz ، بما في ذلك معظم (ولكن ليس كلها) من الطيف على القنوات التلفزيونية 38-51 (614-698 ميغاهيرتز)، تمت إعادة تعيينها لنطاق الخدمة الجديد 600 ميجاهرتز لاستخدامها من قبل الخدمات اللاسلكية، ولن تستمر في إتاحتها لاستخدام الميكروفون اللاسلكي. على وجه التحديد، سوف تكون هناك حاجة إلى إيقاف تشغيل الميكروفونات اللاسلكية التي تعمل في نطاق الخدمة 600 MHz الجديد (ترددات MHz 612- 617 و MHz 668-693) في موعد لا يتجاوز يوم 13 من شهر يوليو في عام 2020، وقد تكون هناك حاجة أيضاً لإيقاف التشغيل في وقت قريب إذا كانت قد تتسبب في حدوث تداخل في التراخيص اللاسلكية الجديدة التي تبدأ عملياتها على الطيف المرخص لها في نطاق الخدمة 600 MHz. FCC 14-50، FCC 15-140، DA 17-314 وسيظل الطيف متاحاً لاستخدام الميكروفون اللاسلكي في القنوات التلفزيونية الأخرى 2-36 (ترددات نطاق التلفزيون التي تقل عن 608 MHz)، على أجزاء من واقي النطاق 600 MHz النطاق (ترددات MHz 616 - 616) والفجوة المزدوجة MHz 600 (ترددات MHz 663-653)، وفي نطاقات الطيف الأخرى المختلفة خارج نطاقات التلفزيون. FCC 15-100، FCC 15-99

### أستراليا
في أستراليا، يتم تشغيل الميكروفونات اللاسلكية التي تصل سرعتها إلى 100 mW EIRP بين 520 MHz و 694 MHz على قنوات تلفزيونية غير مستخدمة وتغطيها رخصة صنفية، مما يسمح لأي مستخدم أو شخص بتشغيل الأجهزة دون الحصول على ترخيص فردي. ومع ذلك، يقع العبء على مستخدم الميكروفون اللاسلكي لحل أي تداخل قد يسببه استخدام الميكروفون لخدمات الاتصالات اللاسلكية المرخصة. بعد يوم 31 من شهر ديسمبر في عام 2014، لن يُسمح بالتشغيل في نطاق التردد 694-820 ميجاهرتز. انظر البند 22A في الجدول في رخصة الفصل القانوني.

### بلدان أخرى
في العديد من البلدان الأخرى، يتطلب استخدام الميكروفون اللاسلكي ترخيصاً. تعتبر بعض الحكومات أن جميع الترددات الراديوية بمثابة أصول عسكرية وأن استخدام أجهزة الإرسال اللاسلكي غير المرخصة، حتى الميكروفونات اللاسلكية، أمر من شأن صاحبه بأن يُحاسب عليه وقد يُعاقب عليه بشدة.
لمزيد من المعلومات حول الترخيص في الدول الأوروبية، جرب البحث في مكتب الراديو الأوروبي (ERO) ومقره في الدنمارك.

## أجهزة الفضاء الأبيض (الولايات المتحدة)
هناك خطوة للسماح بتشغيل الأجهزة الرقمية واسعة النطاق غير المرخصة الشخصية باستخدام الطيف الترددي UHF في الولايات المتحدة. ستكون هناك حاجة إلى أجهزة «المساحة البيضاء» (WSD) هذه للحصول على GPS والوصول إلى قاعدة بيانات الموقع لتجنب التداخل مع المستخدمين الآخرين للفرقة. أظهرت الاختبارات الأولية التي أجرتها لجنة الاتصالات الفيدرالية (FCC)، في بعض الحالات، أن النماذج الأولية لهذه الأجهزة غير قادرة على تحديد الترددات المستخدمة بشكل صحيح، وبالتالي قد ترسل عن طريق الخطأ فوق هؤلاء المستخدمين. كانت المذيعون والمسارح ومصنعو الميكروفون اللاسلكي ضد هذه الأنواع من الأجهزة ظاهرياً لهذا السبب.
أشارت الاختبارات اللاحقة التي أجرتها لجنة الاتصالات الفيدرالية (FCC) إلى أنه يمكن استخدام الأجهزة بأمان. ولكن الملفت في هذا الأمر أن هذه النتائج والاختبارات لم تقلل من معارضة المذيعين الذين ربما كانوا مهتمين أيضاً بإمكانية المنافسة في تقديم الترفيه من الوصول إلى الإنترنت عبر الهاتف النقال عالي السرعة والمقدم في الأماكن البيضاء.
في يوم 23 من شهر سبتمبر في عام 2010، أصدرت لجنة الاتصالات الفيدرالية (FCC) الرأي والنظام في المذكرة التي حددت القواعد النهائية لاستخدام الفضاء الأبيض للأجهزة اللاسلكية غير المرخصة. تعتمد القواعد النهائية اقتراحاً من ائتلاف المساحات البيضاء  لقواعد الانبعاثات الصارمة للغاية التي تمنع الاستخدام المباشر لـ IEEE 802.11 (Wi-Fi) في قناة واحدة مما يجعل الطيف الجديد فعالًا في استخدام تقنيات Wi-Fi .

## الوصول المعرفي (المملكة المتحدة)
يجري البحث في المملكة المتحدة وفي العديد من البلدان الأخرى عن فئة مماثلة من الأجهزة المعروفة في الولايات المتحدة باسم أجهزة الفضاء الأبيض (WSD). بينما تتم مراقبة وضع WSD في الولايات المتحدة عن كثب من قبل الأطراف المهتمة في المملكة المتحدة وأماكن أخرى، في أوائل عام 2009، أطلقت Ofcom بحثاً ومشاورة عامة حول الوصول المعرفي إلى الطيف المتداخل UHF. يكون لنتائج هذه المشاورة وأنشطة WSD ذات الصلة في الولايات المتحدة آثار بعيدة المدى على مستخدمي الميكروفونات الراديوية UHF في المملكة المتحدة وحول العالم.

## إنظر أيضاً
- صناعة الأفلام
- كاميرا فيديو احترافية
- الإنتاج التلفزيوني
- استوديو التلفزيون

## روابط خارجية
- مناقشة بشأن إعادة تعيين ترددات القناة 69 في المملكة المتحدة